# سبیلک

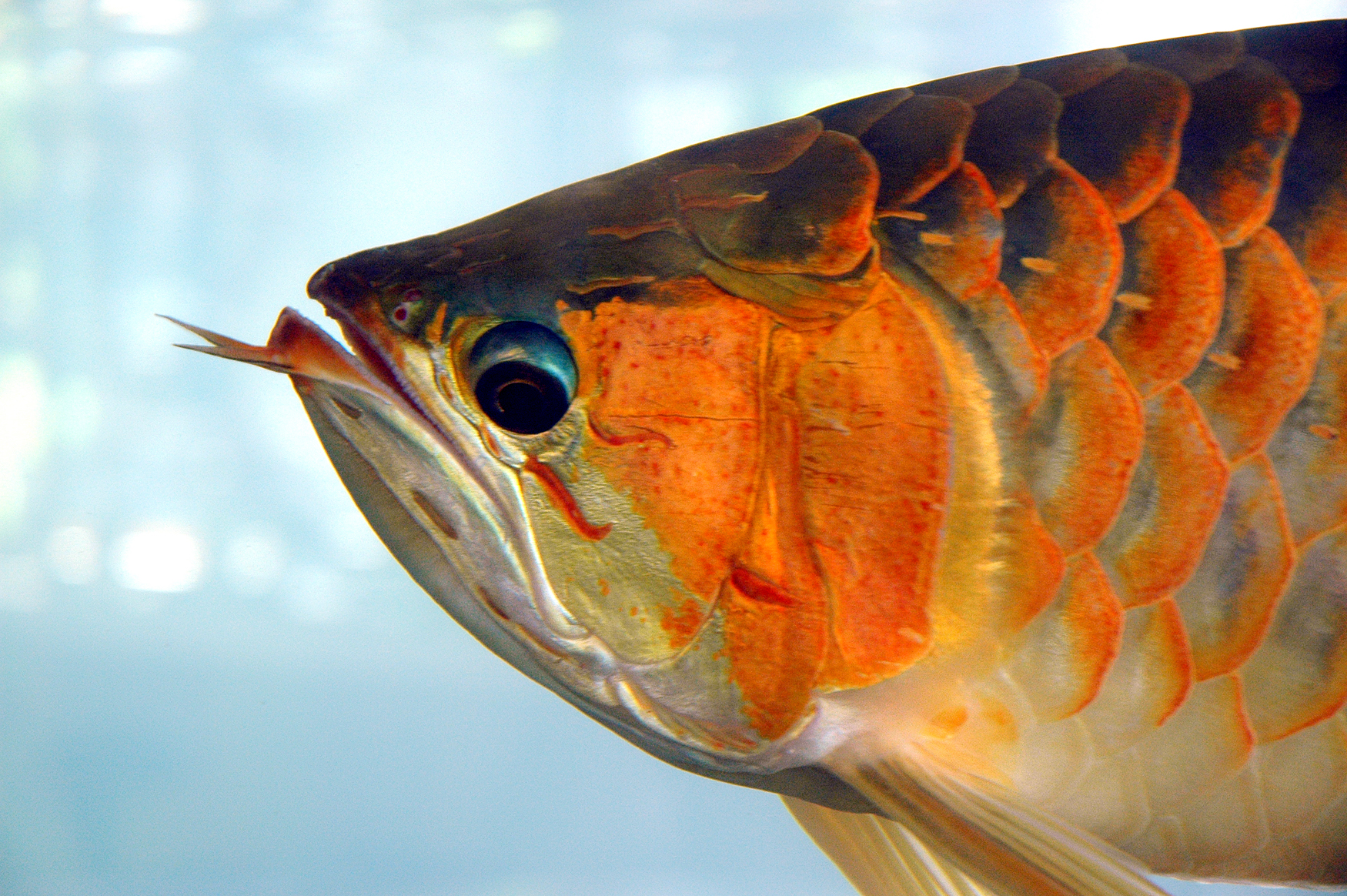
آروانا آسیایی با سبیلک‌های بلند.

سبیلَک (به انگلیسی: barbel) در یک ماهی عبارت است از یک اندام حسی باریک و ریش مانند در نزدیکی دهان جانور. از جمله ماهی‌هایی که سبیلک دارند می‌توان به گربه‌ماهی‌سانان، ماهی کپور، بزماهیان، بی‌فک‌ماهی‌ها، ماهیان خاویاری، گورخرماهی و برخی گونه‌های کوسه (مانند کوسهٔ پرستار) اشاره کرد. درون سبیلک عناصر شناسایی مزه‌های اصلی وجود دارد و ماهی به کمک آن در آب‌های تیره و کدر، خوراک خود را پیدا می‌کند.
سبیلک می‌تواند در بخش‌های مختلفی از سر ماهی وجود داشته باشد، سبیلک‌های آرواره‌ای در دو سمت دهان ماهی وجود دارد. برخی از سبیلک‌ها هم تا سوراخ بینی ادامه دارند.